# Curling-Weltmeisterschaft 2013
Die Curling-Weltmeisterschaft 2013 der Frauen und Männer wurden räumlich und zeitlich getrennt ausgetragen.

## Damen
Die Curling-Weltmeisterschaft der Damen 2013 fand vom 16. bis 24. März in Riga, Lettland statt.

## Herren
Die Curling-Weltmeisterschaft der Herren 2013 fand vom 30. März bis 7. April in Victoria (British Columbia), Kanada statt.